# Nansennaster innupta
Nansennaster innupta is een eenoogkreeftjessoort uit de familie van de Erebonasteridae. De wetenschappelijke naam van de soort is voor het eerst geldig gepubliceerd in 1999 door Martínez Arbizu.